# Ivan Nikolaïevitch Essen
Johann Magnus Gustav von Essen russifié en Ivan Nikolaïevitch Essen (1759-1813) est un général russe d'origine allemande d'Estland. Il fut également le gouverneur militaire de Riga au début de la campagne de Russie.

## Biographie
Johann Magnus Gustav von Essen descend de la famille von Essen établie en Livonie dans le gouvernement d'Estland. Elle est de confession luthérienne. Il combat en 1783-1785 en Pologne et est gravement blessé.
Il prend part à la guerre russo-suédoise de 1788-1790 et dans les campagnes polonaises de 1792 et 1794 (insurrection de Kościuszko). Il est décoré de la croix de l'ordre de Saint-Georges de 4e classe pour faits de guerre à Maciejowice. Il est nommé général-major en 1797.
En 1799, il est commandant de la 1re division dans le corps expéditionnaire du général Hermann envoyé envahir la Hollande avec les Anglais. Il est nommé en 1802 gouverneur militaire de Smolensk et en 1803, transféré à Kamenets-Podolsky et devient inspecteur de l'infanterie de l'armée du Dniestr.
À l'automne 1805, Essen commande le corps d'armée de la frontière occidentale à Grodno et Brest-Litovsk qui fait partie de l'armée de Michelson, dont une partie combat la Prusse et l'autre rejoint Koutouzov en coalisant aussi les Autrichiens contre Napoléon. En partant de Brest-Litovsk en septembre 1805, il rejoint début octobre les armées de Koutouzov. Pendant la bataille d'Austerlitz, Essen se trouve à 60 verstes du champ de bataille et sa colonne, ayant reçu des nouvelles de l'issue infructueuse de la bataille, se retire à la hâte à travers la Hongrie vers la Russie.
De retour en Russie, la 8e division d'Essen fait partie de l'armée de Michelson, située en face de la Turquie sur le Dniestr. Essen est nommé commandant du 1er corps en septembre 1806 et prend part à la guerre russo-turque de 1806-1812.
Puis, en tant que commandant de corps, Essen participe à la campagne de 1807 contre les Français. En avril 1807, Essen est démis de ses fonctions pour cause de maladie et nommé général de service de l'armée principale. Il a été gravement choqué par les obus à la bataille de Friedland.
Après sa convalescence en 1809-1810, Essen commande un corps de réserve dans la guerre russo-turque, mais ne prend pas part aux hostilités, et en 1810 il est nommé gouverneur militaire de Riga.
Pendant la guerre de 1812 contre Napoléon, Essen est gouverneur militaire de Riga après Lobanov-Rostovski. Toutes les troupes défendant la direction de Riga lui sont subordonnées. Essen reçoit l'ordre de brûler immédiatement la banlieue de Riga avec l'entrée de l'ennemi dans les « limites de la région ». Après des tentatives infructueuses pour arrêter les Prussiens sur les approches lointaines et une bataille infructueuse près d'Ekau, l'ordre est donné de brûler les faubourgs. En raison de vents violents, l'incendie s'est avéré incontrôlable et des milliers de citoyens se sont retrouvés sans abri ni propriété.
Vers l'automne, le cours de la guerre change. Les positions tendues du corps prussien, la passivité de MacDonald, les succès de Wittgenstein à Polotsk, le début de la retraite générale de Napoléon, ainsi que l'arrivée du corps de Steinheil à Riga - toutes ces circonstances ont poussé Essen à lancer l'offensive ; cependant, en raison d'une mauvaise appréciation, les troupes russes subissent de lourdes pertes dans plusieurs batailles. En octobre, Essen est remplacé à son poste par le général Paulucci et présente sa démission.
Essen se retire dans son domaine, mais il se noie le 23 août 1813 en se baignant à Baldohn près de Riga. Certains à l'époque ont parlé d'un suicide, un an après l'incendie des faubourgs de Riga,,. Il est enterré à Jürgens (aujourd'hui Jüri en Estonie) où se trouvait son manoir.

## Famille
Il épouse sa cousine, la baronne Margarita von Stackelberg (1760-1841) dont il a une fille unique, Elisabeth (1797-1821), qui épouse en 1817 le baron Carl Magnus von der Pahlen (1779-1863).